# Aeschynanthus asclepioides
Aeschynanthus asclepioides là một loài thực vật có hoa trong họ Tai voi. Loài này được (Elmer) B.L.Burtt & P.Woods mô tả khoa học đầu tiên năm 1975.